# Simone Eg
Simone Eg (født 6. april 1998 i Kibæk) er en dansk forhenværende cykelrytter. Som 18-årig indstillede hun den aktive cykelkarriere ved udgangen af 2016-sæsonen.
Hun er søster til cykelrytteren Niklas Eg.

## Karriere
Efter at have kørt for Herning Cykle Klub fra helt ung, og blandt andet vundet det danske U16-mesterskab i linjeløb og enkeltstart, skiftede hun i 2014 til Team Rytger i sit første år som juniorrytter. I 2014 blev hun blandt andet dansk juniormester i enkeltstart. Efter to sæsoner hos Rytger, blev hun fra starten af 2016 en del af Team BMS BIRN.
I 2016 blev hun igen juniormester i enkeltstart, og blev udtaget til VM i landevejscykling 2016. Hun var blandt top-ti til VM og EM i landevejscykling.
Efter 2016 sæsonen fortalte hun til medierne, at hun havde mistet motivationen og havde svært ved at få det hele til at passe sammen, skole og cykling og økonomien, og havde derfor besluttet, at hun ikke ville cykle i 2017.